# Luther contro Borden
Luther contro Borden è una sentenza della Corte suprema degli Stati Uniti d'America del 1849, in cui i giudici hanno, per la prima volta, stabilito la dottrina giudiziaria dell’ “inammissibilità per natura politica” (ripresa poi nella sentenza del caso Goldwater contro Carter del 1979, ma per motivi diversi) in merito alle controversie originabili dalle varie interpretazioni dell’Art. IV, § 4, della Costituzione (anche chiamata “Clausola di Garanzia”), che obbligherebbe la Federazione a garantire in ogni Stato federato una “forma repubblicana di governo”.
La corte, in particolare, nel definirla una questione politica e non giudiziaria, ha aperto la possibilità al Congresso e al Presidente di formulare leggi che la definissero esplicitamente, non entrando nel merito di definire specificatamente quale fosse la “legittima forma repubblicana”. Tale sentenza, è considerata come uno dei pilastri legali, se non il più importante, su cui si basa l’Era della Ricostruzione, in seguito alla fine della Guerra di secessione americana.

## Origine del contenzioso
La questione originò da una controversia fra Martin Luther, ribelle della Ribellione di Dorr che fra il 1841 ed il 1842 tentò (con parziale successo) di rovesciare il governo dello Stato del Rhode Island, guidato da una piccola élite rurale, per rimpiazzarlo con un governo più democratico, e Luther M. Borden, ufficiale di polizia dello Stato che, dopo averlo arrestato, aveva perquisito la sua abitazione e, a detta di Luther, provocato anche vari danni.
Secondo Luther, infatti, le sue azioni erano "legittime", in quanto il governo del Rhode Island restringendo il diritto di voto solo alle classi più abbienti, non poteva essere definito "repubblicano", ma anzi esso era "incostituzionale" in base all’Art. IV, § 4 della Costituzione. Di conseguenza, secondo Luther, la Corte avrebbe dovuto incolpare Borden, in quanto ufficiale del governo anti-repubblicano, di aver agito senza autorità, e riconoscere il governo repubblicano alternativo formatosi durante la ribellione come governo legale del Rhode Island, destituendo il governo in carica in quel momento.
Borden, invece, ribadiva di aver agito nella più ampia legalità, facendo provenire la propria autorità da una dichiarazione della legge marziale da parte del governo avverso a Luther, riconosciuto da Borden come unico e legittimo, per via dell’aggravarsi della protesta.

## Opinione e futura importanza post-bellica
La Corte Suprema ha ritenuto che spettasse al Presidente ed al Congresso far rispettare questa clausola e che, come questione intrinsecamente politica, essa era “al di fuori della competenza della Corte”. Il caso, inoltre, per il fatto che attribuisse il potere di definire meglio la clausola, è stato citato come giustificazione per le azioni del Congresso nei confronti degli Stati secessionisti nell'Era della Ricostruzione post-guerra civile, come quello di poter riscrivere le Costituzioni statali e quello di poter mantenere delle forze militari in servizio per evitare, nel mutato ordine sociale post-bellico, nuovi abusi e discriminazioni.
La sentenza ha stabilito che la clausola "forma repubblicana di governo" dell'Articolo IV era, per sua natura, inammissibile, sentenza che regge ancora oggi. Tuttavia, due decenni dopo la sentenza, è stato emanato, il XIV emendamento della Costituzione, che ha aggiunto alla carta fondamentale la clausola di “parità di protezione” (Equal Protection Clause). Baker contro Carr, in cui la Corte ha stabilito che la Corte poteva esaminare la ripartizione dei distretti legislativi del Tennessee, si è basata sulla clausola di parità di protezione e su molti casi successivi che coprivano gran parte dello stesse aree del diritto che Luther v. Borden aveva delineato.

## Eredità della sentenza
A causa della mancata risoluzione della disputa da parte della Corte suprema, ad oggi la questione è ancora, seppur molto meno, ambigua e dibattuta, lasciando aperte le controversie su cosa significhi esattamente “governo repubblicano”, per quanto ormai consolidatasi da molto tempo in ogni Stato la forma democratica delle istituzioni, protetta anche dalle stesse sia a livello federale che statale, nonché dalle rispettive costituzioni.
Al tempo, tuttavia, poiché l’ambiguità dell’aggettivo “repubblicano” tecnicamente poteva essere inteso addirittura solo come un “governo non-monarchico” o “non-autocratico” e dunque non implicando che quest’ultimo, potendo gli stati federati ampiamente gestirsi in tal senso nel quadro costituzionale statunitense, a differenza di quanto accade a livello federale, le cui istituzioni sono espressamente definite nella Costituzione, dovesse anche essere “democratico”, così come, qualora si fosse inteso ciò, esso comunque non avrebbe obbligato lo Stato ad adottare un’estesa e generica partecipazione della popolazione nelle istituzioni e al processo decisionale (visti i vari tipi di governo definibili come “repubblicani”). Tale interpretazione restrittiva, considerando il periodo storico in cui l’opinione popolare era ancora debole ed i diritti politici e civili molto limitati o riservati a pochi, spesso giustificava legalmente anche varie forme di discriminazione e repressione delle libertà attuate dagli Stati contro particolari categorie di cittadini, a cui il governo federale poté porre politicamente e civilmente fine solo dopo la Guerra di secessione e, più in là, con l’inizio della seconda metà del Novecento.